# Complot d'empoisonnement de la citadelle de Hanoï
 (juillet 2024).

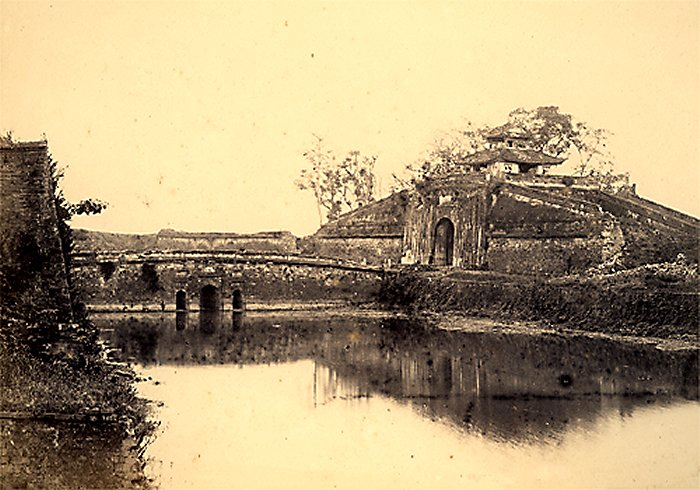
Citadelle de Hanoï.

Le complot d'empoisonnement de la citadelle de Hanoï (vietnamien : Hà Thành đầu độc) est un complot d'empoisonnement qui a lieu en 1908 lorsqu'un groupe de tirailleurs vietnamiens tente d'empoisonner toute la garnison de l'armée coloniale française dans la citadelle de Hanoï. Le but du complot est de neutraliser la garnison française et de permettre à l'armée rebelle de Hoàng Hoa Thám de s'emparer de Hanoï. Le complot est révélé, puis étouffé par les français.

## Contexte et empoisonnement

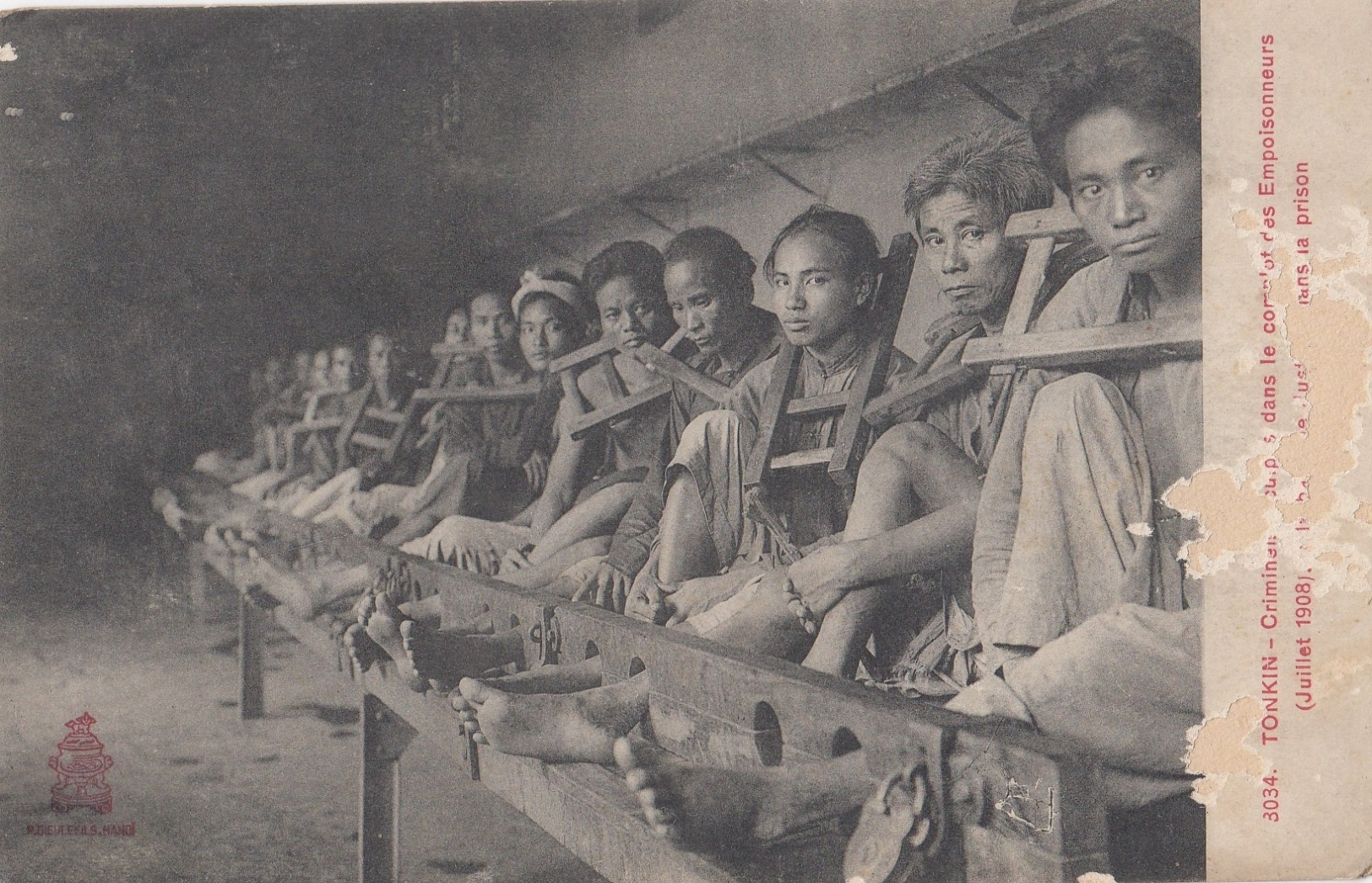
Conspirateurs capturés.

Au début de 1908, Hoàng Hoa Thám collabore avec des nationalistes vietnamiens, dont Phan Boi Chau, pour organiser un complot visant à reprendre Hanoï aux français. Les cuisiniers vietnamiens doivent neutraliser la garnison française à Hanoï en empoisonnant leurs plats du dîner. Dans le même temps, les soldats vietnamiens (Grade Indochinois) doivent attaquer et empêcher les troupes françaises à Don Thuy, Son Tay et Bắc Ninh de venir en aide à la citadelle de Hanoï, et Hoàng Hoa Thám doit attendre à l'extérieur de la citadelle et lancer une attaque sur Gia Lam lorsque le signal arrive de l'intérieur.
Le plan est exécuté le soir du 27 juin 1908, lorsque le groupe de cuisiniers vietnamiens réussit à mélanger du poison de datura avec de la nourriture qu'ils ont préparée pour une fête. Le poison assomme immédiatement près de 200 soldats français mais ne les tue pas. De plus, l'un des cuisiniers se sent coupable et se rend dans une église pour se confesser, le prêtre français ayant alors rapporté l'incident aux responsables du gouvernement. Le général français en charge à Hanoï proclame immédiatement la loi martiale et ordonne l'arrestation des chefs et des conspirateurs. À l'extérieur de la citadelle, Hoàng Hoa Thám ne reçoit pas le signal qu'il attend, comprend que le complot a échoué et retire toutes ses troupes.

## Conséquences

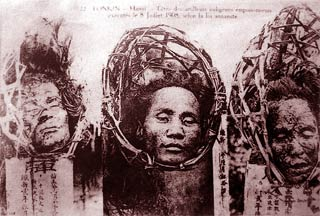
Les têtes des conspirateurs exécutés exposées en public.

En réponse rapide au complot, les français exécutent à la guillotine 13 conspirateurs. Le 8 juillet 1908, 24 autres condamnations à mort sont prononcées et les rebelles restants sont condamnés à la réclusion à perpétuité ou à l'exil. Des mesures sévères de répression sont lancées contre les activistes vietnamiens, et des centaines d'entre eux, dont Phan Châu Trinh, sont envoyés à la prison de Con Dao. Les français accusent également Phan Boi Chau du complot, le forçant à fuir au Japon. Ce complot avorté devient plus tard l'un des nombreux incidents qui finissent par conduire Chau en prison française en 1914. D'autre part, les français commencent à traquer Hoang Hoa Tham. Ils attaquent et vainquent Tham dans 11 batailles majeures du 29 janvier au 11 novembre 1909, puis l'encerclent à Yên Thế (en), bien que Tham s'enfuit et continue à se battre jusqu'à son assassinat en 1913.